# Shawsville
Shawsville – jednostka osadnicza w Stanach Zjednoczonych, w stanie Wirginia, w hrabstwie Montgomery.